# Club World Peace Japan
Club World Peace Japan（クラブ ワールド ピース ジャパン）は、2009年に当時12歳だった中学生の富樫泰良によって設立された国際ボランティアグループである。
2013年7月現在、20の支部と東京支部に5チーム、神奈川支部に2チームが存在し、地域ごとに独立して活動を行っている。メンバーは500人を超える中高生で構成されている。

## 活動
中学生・高校生を主体とし運営されており、事務局約10名に加え、各地域4、5人が中心となり構成されている。「海が好き、だから海を守りたい」という想いの下、海上保安協会海守事務局やグリーンバードU-18チームなどとタイアップて行われる「海とふれあいプロジェクト」が各地域で月に1度の頻度で、10人から多いときは200人程度が参加する。他にも東日本大震災復興支援活動、地域清掃活動、国会議員とエネルギーについて考えるイベントが開かれている。

## 支部一覧
- 東京支部
- 神奈川支部
- 福岡支部
- 仙台名取支部
- 広島支部
- 長野支部
- 栃木支部
- 千葉支部
- 埼玉支部
- 愛知支部
- 兵庫支部
- 静岡支部
- 大阪支部
- 愛媛支部

### 東京支部内のチーム
- 葛西チーム
- 六本木チーム
- 文京チーム

### 海外のチーム
- シアトルチーム

## 著名応援者
- 安倍昭恵（安倍晋三夫人）
- 大西健介（衆議院議員）